# Berytidae
Famille
Synonymes
- Berytinidae Southwood & Leston, 1959[2]
- Neididae Mulsant & Rey, 1870[2]

Les Berytidae sont une famille d'insectes hétéroptères (punaises) fines et allongées avec des longues pattes et antennes, souvent de couleur neutre (beige à brun sombre) qui compte environ 180 espèces réparties dans le monde. 

## Description
Appelés en anglais « punaises à échasses » (« stilt bugs »), ces punaises sont en général allongées et fines, mesurant de 2.5 à 11 mm, avec des pattes et des antennes filiformes, les faisant ressembler superficiellement à des Hydrometridae (dont elles n'ont pas la tête allongée ) ou à des Emesinae (Reduviidae) (dont elles n'ont pas les pattes ravisseuses). La plupart sont jaune pâle à brun-rougeâtre, et certaines portent des protubérances ou des épines, notamment à la tête et au pronotum. La tête est subsphérique, avec un clypéus souvent saillant antérieurement, et le 4e segment des antennes souvent avec une massue à l'extrémité. Le scutellum est acuminé (se termine en pointe). Le système d'excrétion de la glande odoriférante comporte souvent une excroissance pointue. La partie coriacée de l'aile (corie) est souvent desclérotisée. Les tarses ont 3 articles. Les griffes sont dentées à la base, cas unique chez les Pentatomomorpha. Les fémurs sont parfois renflés à leur extrémité. L'implantation des trichobothries abdominales est très variable et parfois lacunaire,. Le dimorphisme sexuel est faible, les femelles un peu plus grandes et avec un abdomen plus large que les mâles. 

## Répartition et habitat
Cette famille est répandue de manière cosmopolite sur tous les continents,bien que certaines tribus aient des répartitions plus restreintes (les Hoplinini dans le Nouveau-Monde et les Metatropini de l'Europe à la Chine et à l'Inde). 
Trois espèces sont présentes au Québec, pour 5 au Canada et une douzaine en Amérique du Nord. 22 espèces peuvent être observées en France,.
Elles sont souvent xérophiles et thermophiles, mais certaines espèces vivent au bord de l’eau ou sous un couvert forestier dense. Selon les espèces, les individus peuvent se trouver sur les parties aériennes des plantes ou au sol, au pied des plantes-hôtes,. 

## Biologie

### Cycle de vie
Les œufs (0,7-1,5 mm) ressemblent à ceux des pentatomidae mais n’ont pas d’opercules et ont parfois des cannelures et sillons longitudinaux. Ils sont collés grâce à une sécrétion de la femelle, chacun isolé sur la plante-hôte (tige, feuille) ou sur des débris végétaux à proximité ou encore directement sur le sol. Différentes études évaluent le nombre d'œufs entre 5 et 27 œufs par femelle. Le développement embryonnaire dure entre 10 jours et 5 semaines. L’éclosion a généralement lieu la nuit ou dans les heures matinales, pour avoir une humidité relative ambiante élevée. Il y a 5 stades juvéniles, durant chacun 4 à 10 jours. 
Les accouplements ont souvent lieu à l’ombre d’une plante-hôte, souvent à la fin des heures chaudes de la journée. Lorsque mâle et femelle se rencontrent, ils se positionnent l’un à côté de l’autre et se frottent les antennes pendant une vingtaine de secondes. Ensuite vient l’accouplement, le mâle positionne son abdomen sous celui de la femelle, puis se laisse tirer par la femelle qui décide des déplacements du couple. Ils se retrouvent alors cul à cul, comme une ligne. Si le mâle essaye de se déplacer pour se retrouver à côté de la femelle, aisselle-ci le repousse dans sa position initiale. L’accouplement dure entre 45min et 6 heures, il dure souvent 5-6h. La femelle peut s’accoupler plusieurs fois durant la période de ponte. 
Il y a une diapause hivernale au stade adulte, ils se cachent dans les détritus végétaux, les mousses et la litière végétale, souvent au pied des plantes-hôtes. Le réveil au printemps est souvent assez précoce. 

### Alimentation
Les Berytidae ont une alimentation très majoritairement phytophage, se nourrissant des tiges, rameaux, bourgeons, fruits, … Lors d’une piqûre de plante, le repas dure entre 12 et 30 min. Elles sont liées à des plantes, souvent à pilosité glanduleuse et visqueuse (sauf les Berytinus), dont elles aspirent le contenu des vésicules sécrétrices. C'est par exemple le cas de Metatropis rufescens, et de sa plante-hôte, Circaea lutetiana. Il semble que la structure de leurs tarses, avec des griffes dentées à la base leur permet de ne pas rester collés, comme c'est également le cas pour la tribu des Dicyphini chez les Miridae (Cimicomorpha). Elles sont oligophages à polyphages, et peu d’espèces sont inféodées à une seule espèce de plante. L’attirance pour les plantes glanduleuses s’expliquerait par un besoin de compléter leur régime alimentaire par des petits arthropodes qui s’y trouvent englués. En résumé, ce sont des phytophages à faibles tendances prédatrices, pouvant être qualifiées d’opportunistes. Le rostre des Berytidae n’est d’ailleurs pas adapté aux prédations, il n’est ni aussi robuste que celui des Reduviidae, ni aussi agile que celui des Anthocoridae. Cela n'exclut cependant pas la capacité de se nourrir de petits arthropodes lents comme les pucerons. Le régime alimentaire des larves semble similaire à celui des adultes. Des cas de cleptoparasitisme dans des toiles d'Agelenidae ont été observés chez des Berytinae et des Metacanthinae dans l'ouest de la Turquie. 
Deux espèces, Jalysus whickami et Jalysus spinosus peuvent s'en prendre occasionnellement à des cultures, la première notamment aux tomates, mais également à d'autres plantes, la seconde à des monocotylédones. Toutefois, Jalysus whickami est également considéré comme un prédateur important de pucerons et d’œufs de papillons sur les plants de tabac. Il semblerait que leur développement nécessite à un moment ou à un autre de la nourriture animale,. 

## Systématique
Ce taxon est créé par Fieber en 1851. On le considère vite comme une sous-famille des Coreidae, avant que Stål ne les déplace dans les Lygaeidae (1874). Kirkaldy leur reconnaît un statut de famille à part entière à partir de 1902, mais sous le nom de « Neididae » (en raison de la préséance de Neides Latreille, 1802 sur Berytus Fabricius, 1803). En 1959, Southwood et Leston les associent aux Cyminae (aujourd'hui Cymidae), une hypothèse réfutée ultérieurement. Ce n'est qu'en 1997 que Thomas J. Henry établit une relation plus claire au sein des Lygaeoidea. Selon ses travaux, les Berytidae sont le groupe-frère des Colobathristidae, et, pris ensemble, forme un clade-frère des Malcidae,.
Trois sous-familles sont distinguées par les travaux de Henry, qui comprennent ensemble environ une trentaine de genres et plus de 180 espèces : les Berytinae (deux tribus, Berytini et Berytinini), les Gampsocorinae (deux tribus également, Gampsocorini et Hoplinini) et les Metacanthinae (deux tribus encore, Metacanthini et Metatropini). Les Berytinae sont le groupe-frère des deux autres sous-familles prises ensemble : 
- Berytidae
  - Berytinae
    - Gampsocorinae
    - Metacanthinae

Un catalogue en ligne est accessible sur Lygaeoidea Species Files.

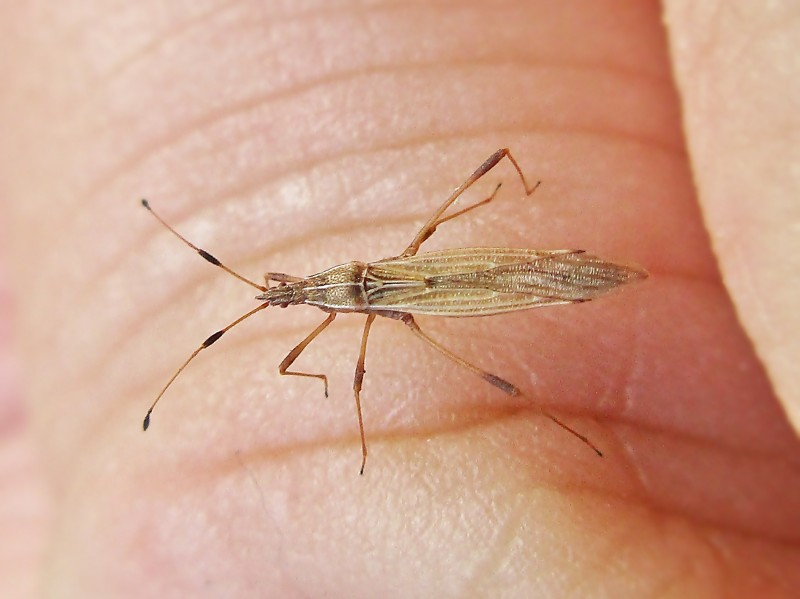
Berytinae, Berytini : Berytinus minor
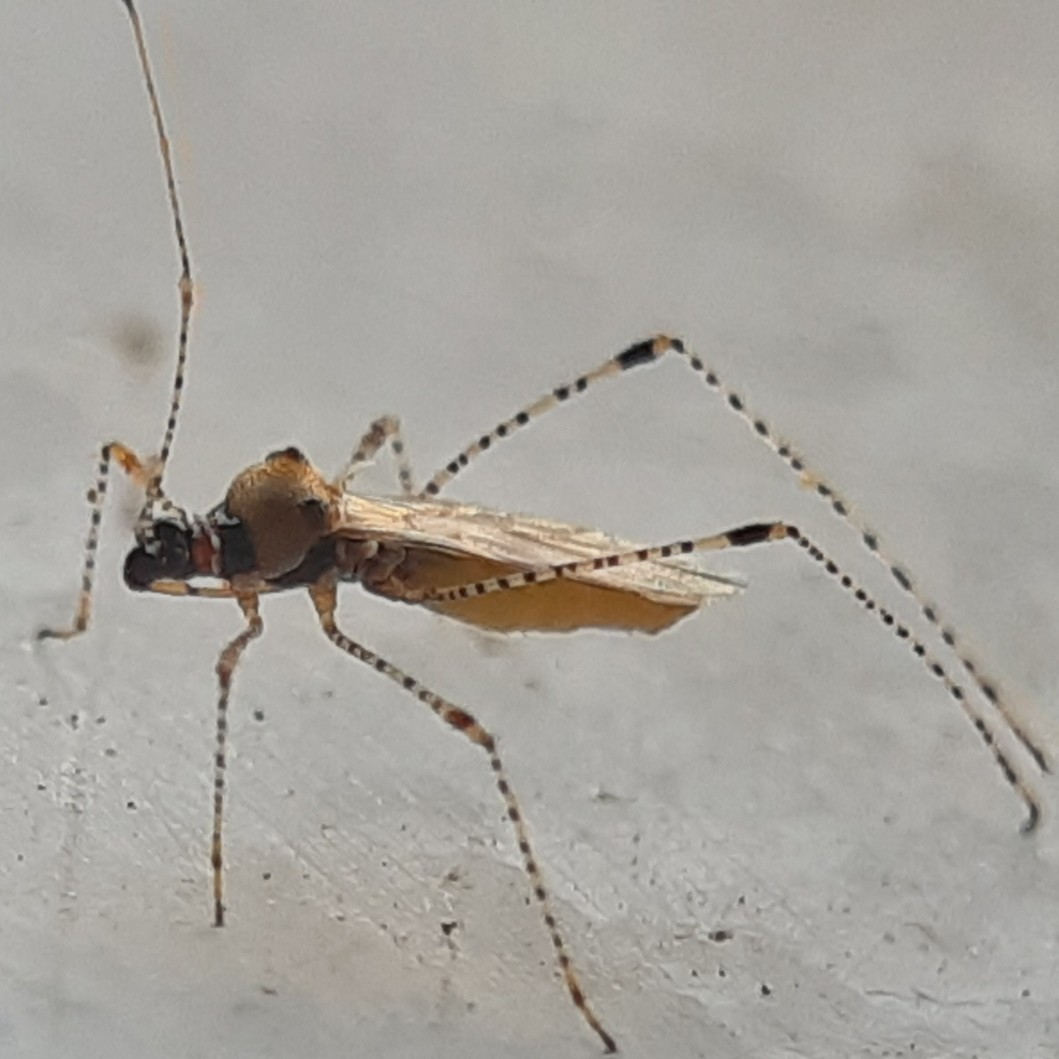
Gampsocorinae, Gampsocorini: Gampsocoris punctipes (Turquie).
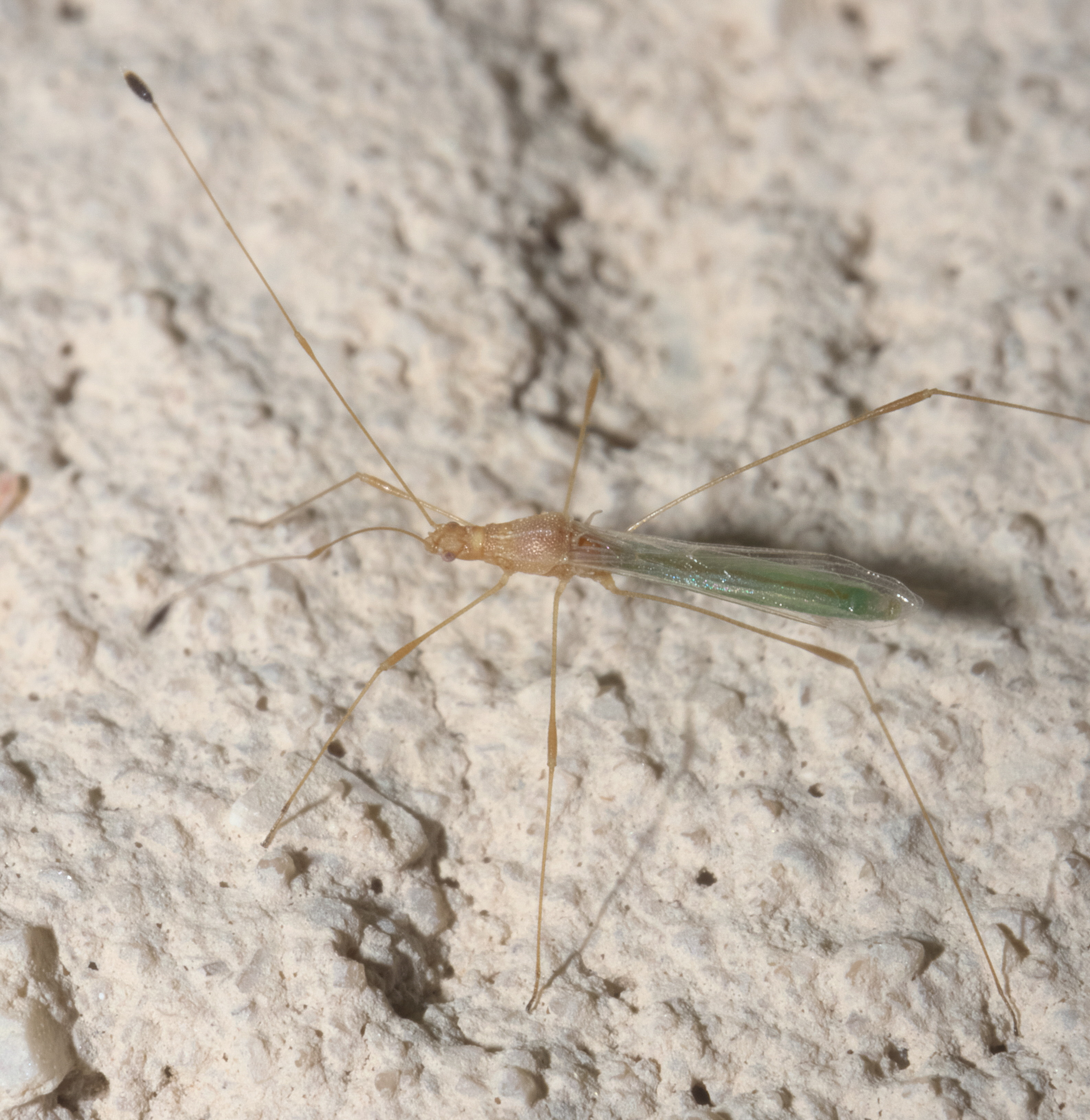
Metacanthinae, Metacanthini : Metacanthus multispinus (Texas).
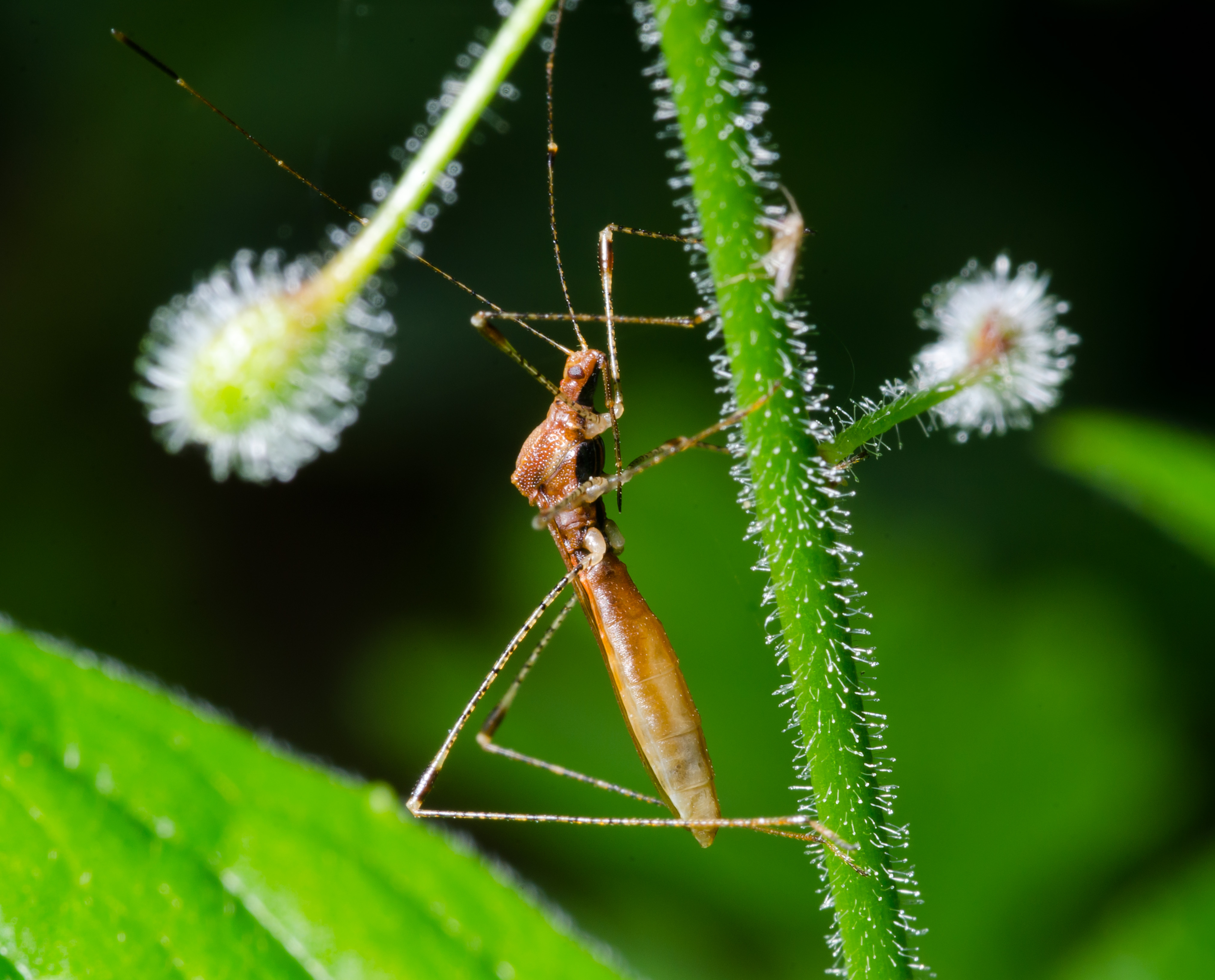
Metacanthinae, Metatropini : Metatropis rufescens sur sa plante-hôte Circaea lutetiana, Allemagne
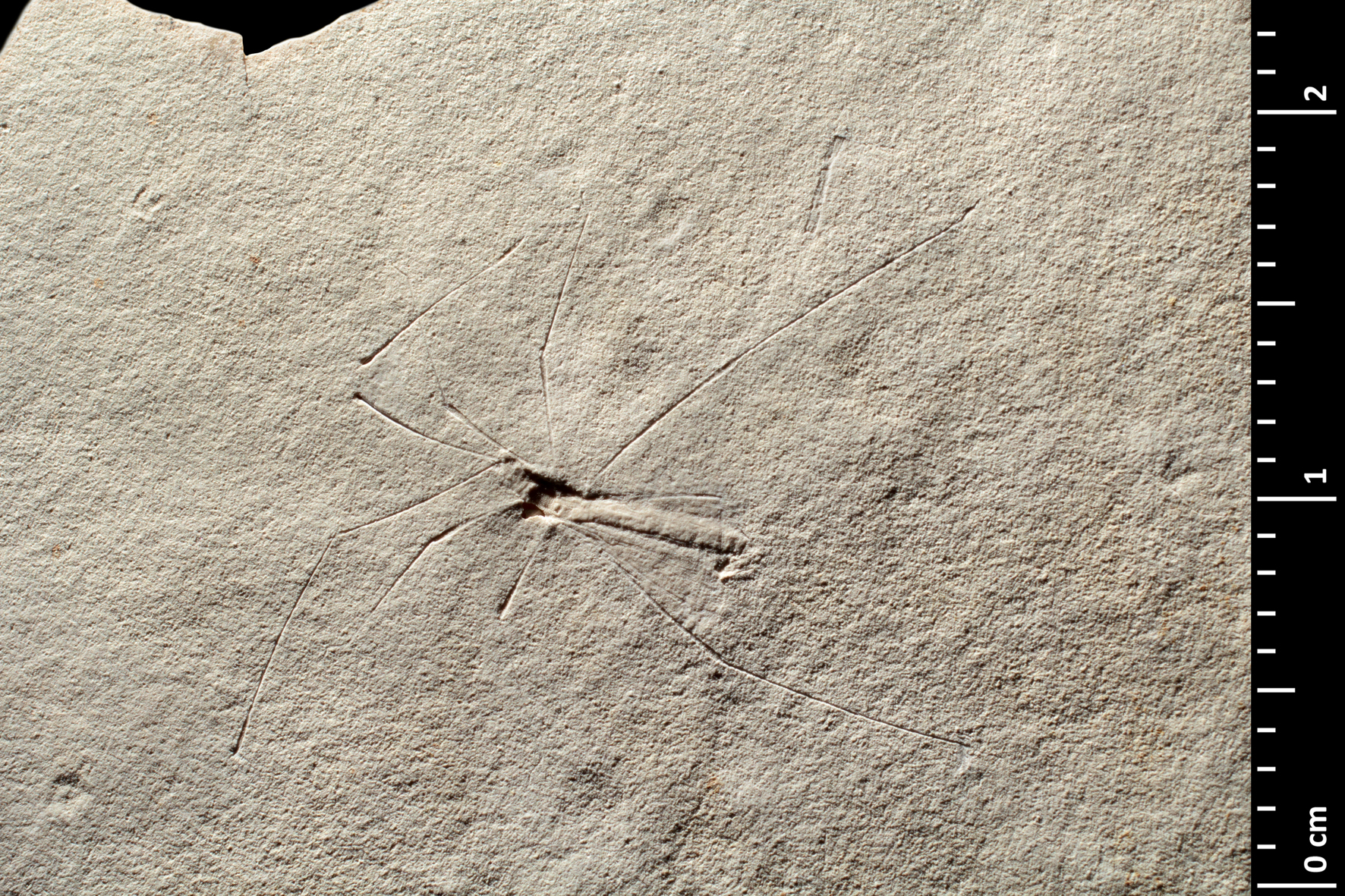
Neides oligocenicus, fossile du Chattien (−28 à −23 millions d'années), trouvé à Aix-en-Provence (France).

### Fossiles
Une demi-douzaine de fossiles attribués aux Berytidae ont été découverts. Ils sont relativement récents, les plus anciens remontant à l'Oligocène (Rupélien, -33 à -28 millions d'années). Pour ceux qui ont été déterminés, ils correspondent à des espèces fossiles de genres existants, Metacanthus et Neides, déjà présents à cette période. 

### Liste des sous-familles, tribus, et genres
Selon BioLib (21 octobre 2022) :
- sous-famille Berytinae Fieber, 1851
  - tribu Berytini Fieber, 1851
    - genre Apoplymus Fieber, 1859
    - genre Arideneides Tatarnic, 2022
    - genre Bezu Stusak, 1989
    - genre Chinoneides Stusak, 1989
    - genre Neides Latreille, 1802
    - genre Neoneides Stusak, 1989
    - genre Yemmatropis Hsiao, 1977

  - tribu Berytinini Southwood & Leston, 1959
    - genre Berytinus Kirkaldy, 1900
- sous-famille Gampsocorinae Southwood & Leston, 1959
  - tribu Gampsocorini Southwood & Leston, 1959
    - genre Australacanthus Henry, 1997
    - genre Gampsocoris Fuss, 1852
    - genre Metajalysus Štusák, 1977
    - genre Phaconotus Harris, 1943

  - tribu Hoplinini Henry, 1997
    - genre Hoplinus Stål, 1874
    - genre Oedalocanthus Henry, 1996
    - genre Parajalysus Distant, 1881
    - genre Pronotacantha Uhler, 1893
- sous-famille Metacanthinae Douglas & Scott, 1865
  - tribu Metacanthini Douglas & Scott, 1865
    - genre Capyella Breddin, 1907
    - genre Jalysus Stål, 1860
    - genre Metacanthus A. Costa, 1847
    - genre Pneustocerus Horváth, 1905
    - genre Triconulus Horváth, 1905
    - genre Yemma Horváth, 1905
    - genre Yemmalysus Štusák, 1972

  - tribu Metatropini Henry, 1997
    - genre Metatropis Fieber, 1859

  - genre Gampsoacantha Josifov & Štusák, 1987
- genre Acanthophysa Uhler, 1893
- genre Aknisus McAtee, 1919
- genre Protacanthus Uhler, 1894